# Butterfly Boucher
Butterfly Boucher (née le 2 juin 1979) est une chanteuse australienne.

## Biographie

### Jeunesse
Elle naît dans une famille de 7 filles, et passe ses années de formation à voyager à travers la savane australienne avec sa famille. Étant attirée par la musique dès son jeune âge, Butterfly commence par joindre le groupe de ses sœurs mené par Mercy Bell, mais lorsqu’une opportunité de "record deal" s'offre à elle, Butterfly finit par opter pour une carrière solo.

### Flutterby
Elle lance son premier album Flutterby en Nouvelle-Angleterre en 2003 et au cours des années 2004 et 2005 pour le reste du monde, qui l’accueille avec une critique très favorable. Afin de supporter cet album, Boucher part en tournée aux États-Unis et en Europe en tant que première partie pour les Barenaked Ladies et, plus tard, pour Sarah McLachlan lors de sa tournée Afterglow.
Jouant de plusieurs instruments, Butterfly a joué sur plusieurs enregistrements, incluant la batterie sur la chanson 'Breathe In, Breathe Out' de Mat Kearney, qui est actuellement la chanson thème de la très populaire télésérie américaine Grey's Anatomy, la voix sur l’album Indiana de David Mead, un duo avec David Bowie pour sa chanson Change qui est incluse sur la bande sonore du film Shrek 2, en plus d’avoir collaboré sur divers albums de Dawson Wells.

### Apparition dans des génériques
Certaines chansons composées par Boucher ont également fait partie de nombreuses émissions de télévision dont un épisode de l'émission britannique pour adolescents 'As If', la série The Days sur les ondes de ABC, la série Wonderfalls sur les ondes de Spin City qui a utilisé la chanson Life is Short comme chanson thème, la série télévisée de fantaisie Charmed qui a utilisé une version de la chanson I Can't Make Me de l’album Flutterby remixée par Chris Lord-Alge et qui a ensuite été incluse sur la bande sonore Charmed: The Book of Shadows.
La très populaire série télévisée américaine Grey's Anatomy  a ensuite inclus les chansons Never Leave Your Heart Alone et Life is Short dans sa première saison en 2005 et débuta A Bitter Song sur l’album Scary Fragile dans l’épisode Drowning On Dry Land de leur troisième saison en 2007. Life is Short a également été utilisée dans un épisode de la série télévisée Wonderfalls.
Depuis 2011, Butterfly et sa chanson 'Gun for a Tongue" sont le générique de "The lying game" une nouvelle série aux États-Unis.

### Scary Fragile
Butterfly Boucher a récemment quitté sa compagnie de disques[réf. nécessaire] et lance le 2 juin 2009 son album Scary Fragile.

## Discographie

### Albums
- 2004 : Flutterby
- 2009 : Scary Fragile
- 2012 : Butterfly Boucher
- 2013 : Happy Birthday Flutterby - ré-enregistrement de son album Flutterby

### Singles et EPs
- "I Can't Make Me" (2003)
- "Another White Dash" (2004)
- "A Bitter Song" (2007)
- "Gun for a Tongue" (2009)
- "5678!" (2012)
- "It Pulls Me Under" (juillet 2014)

### Collaborations
- "I'm Different" (sur l'album For the Kids Too!) (octobre 2004)
- ¡Es Potencial! (avec Elle Macho) (octobre 2009)
- "Too Late, Farewell" (avec Delerium) sur l'album Voice: An Acoustic Collection (octobre 2010)
- "Conquistador" (Single) (avec Elle Macho) (février 2013)
- "Import" (avec Elle Macho) (février 2013)